# Colorado (album van Neil Young)
Colorado is het 39e studioalbum van Neil Young. Het werd door Reprise Records op 25 oktober 2019 uitgebracht. Het is het eerste album sinds 2012 waar Crazy Horse op meespeelt, inclusief de in 2018 teruggekeerde Nils Lofgren, die voor het eerst in 17 jaar weer meespeelt. Zoals meestal het geval is bij albums van Young met Crazy Horse, overheersen ook op dit album de stevig rockende nummers. 

## Muzikanten
- Neil Young – zang, gitaar, piano, harmonica, glass harmonica
- Nils Lofgren – zang, gitaar, piano, harmonium, bugel, vocals
- Billy Talbot – bas, zang
- Ralph Molina – drums, zang

## Tracklist
Alle nummers zijn geschreven door Neil Young.

| 1.                 | Think of me          | 3:02  |
| 2.                 | She showed me love   | 13:36 |
| 3.                 | Olden days           | 4:04  |
| 4.                 | Help me lose my mind | 4:14  |
| 5.                 | Green is blue        | 3:48  |
| 6.                 | Shut it down         | 3:43  |
| 7.                 | Milky Way            | 5:59  |
| 8.                 | Eternity             | 2:43  |
| 9.                 | Rainbow of colors    | 3:35  |
| 10.                | I do                 | 5:37  |
| Totale duur: 50:21 |                      |       |